# Ulrike Hano
Ulrike Hano ist eine deutsche Filmeditorin. Sie erscheint in Vor- oder Abspännen oft auch unter dem Namen „Mücke“ Hano, und hat unter anderem mehrere Filme aus der Krimireihe Tatort geschnitten.

## Filmografie (Auswahl)
- 2006: Bettis Bescherung
- 2008: Sklaven und Herren
- 2010: Das blaue Licht
- 2011: Das Ende einer Maus ist der Anfang einer Katze[2]
- 2011: Tatort: Das Dorf
- 2012: Das letzte Wort[3]
- 2012: Tatort: Es ist böse
- 2013: Tatort: Mord auf Langeoog
- 2013: Tatort: Schwindelfrei
- 2015: Tatort: Blutschuld
- 2015: Tatort: Das Haus am Ende der Straße
- 2015: Aus der Kurve
- 2016: Goster
- 2019: Tatort: Das Monster von Kassel
- 2020: Tatort: Funkstille